# لوودن (آیووا)
لوودن (به انگلیسی: Lowden) شهری در ایالت آیووا کشور ایالات متحده آمریکا است که جمعیت آن در سرشماری سال ۲۰۱۰ میلادی، ۷۸۹ نفر بوده‌است.